# Borbotana leucographa
Borbotana leucographa är en fjärilsart som beskrevs av Pieter Cornelius Tobias Snellen 1877. Borbotana leucographa ingår i släktet Borbotana och familjen nattflyn. Inga underarter finns listade i Catalogue of Life.